# Almansa
Almansa – miasto w południowej Hiszpanii, w prowincji Albacete we spólnocie autonomicznej Kastylia-La Mancha. Zamieszkane przez 24 388 osób (2021).
25 kwietnia 1707 w jego okolicy stoczono bitwę pomiędzy francusko-hiszpańskimi wojskami Burbonów a prohabsburską armią sprzymierzonych pod wodzą hr. Galwaya, zakończoną jej klęską.
W mieście znajduje się stacja kolejowa Almansa. 

## Współpraca
- Scandiano, Włochy
- Saint-Médard-en-Jalles, Francja
- Lymington, Wielka Brytania
- Al-Kuwajra, Sahara Zachodnia

## Urodzeni w Almansie
- Santiago Bernabéu – piłkarz i działacz sportowy
- Alicia Giménez Bartlett - pisarka